# سالیس عبدالصمد
سالیس عبدالصمد (انگلیسی: Salis Abdul Samed؛ زادهٔ ۲۶ مارس ۲۰۰۰) بازیکن فوتبال اهل غنا است.
از باشگاه‌هایی که در آن بازی کرده‌است می‌توان به باشگاه فوتبال کلرمون فوت اشاره کرد.